# Cap Boullanger (Tasmanie)
Pour les articles homonymes, voir Cap Boullanger.
Le cap Boullanger est un cap australien qui constitue la pointe nord de l'île Maria, une île de la mer de Tasman dépendant administrativement de la Tasmanie. Nommé en l'honneur de Charles-Pierre Boullanger, un géographe français qui fut membre de l'expédition Baudin, au cours de laquelle ce cap fut baptisé, il est aujourd'hui protégé au sein du parc national de Maria Island.